# Animator.ru
Animator.ru (in russo Аниматор.ру?) è un sito web dedicato al cinema d'animazione di Unione Sovietica, Russia e Comunità degli Stati Indipendenti. Realizzato dall'Associazione russa del cinema d'animazione con il sostegno dell'Agenzia Federale per la stampa e le comunicazioni di massa, ospita una vasta banca dati distinta nelle categorie film, persone e studi di animazione.